# El Calón
El Calón es un sitio arqueológico ubicado  en el municipio de Escuinapa, en el sur de Sinaloa, México.
En 1968, durante las investigaciones que realizó el Dr. Stuart D. Scott por la zona de marismas nacionales, ubicadas al sur de Sinaloa y en las cercanías de Teacapán, descubrió una pirámide de conchas denominada El Calón. Su construcción corresponde al periodo horizonte Aztatlán y data entre el 750 d. C. hasta el 1000 d. C. Se atribuye a antiguos habitantes del sur de Sinaloa y norte de Nayarit.
A simple vista, la pirámide es un cerro cubierto de tierra y vegetación, pero el Dr. Scott, investigó que la pirámide es de la concha del molusco denominado científicamente Andara Grandis, conocida comúnmente como Pata de Mula. Debido a este tipo de ostra, que tiene una forma redondeada, es que se pudo trabajar con una especie de lodo formado con arcilla mojada y concha molida. La pirámide cuenta con unas dimensiones de 100 metros de largo, 80 metros de ancho y una altura aproximada de 25 metros y sirvió como un templo sagrado donde se llevaban a cabo ceremonias relacionadas con la buena pesca.